# (484670) 2008 UQ99
2008 UQ99 este un asteroid din centura principală, descoperit pe jesień 2008, de Lisiewicz, Palma, Porębski.